# Кон-Тики (фильм, 1950)
«Кон-Ти́ки» (норв. Kon-Tiki) — норвежско-шведский чёрно-белый документальный фильм Тура Хейердала, посвящённый экспедиции на плоту «Кон-Тики» 1947 года и основанный на архивных съёмках, сделанных участниками путешествия. Фильм вышел в Европе в 1950 году, в США — в 1951 году, и был удостоен кинопремии «Оскар» как лучший документальный фильм 1951 года.

## Сюжет
Фильм рассказывает об экспедиции Тура Хейердала и его пятерых спутников и в целом следует изложению, представленному в книге Хейердала «Путешествие на «Кон-Тики»».
В американской версии после начальных титров следует вступление, в котором телеведущий Бен Грауэр представляет фильм и говорит о том, что этот фильм снят простой камерой, что мог бы сделать и любой из зрителей, однако снят он был в необыкновенном путешествии, связанном с загадкой заселения тихоокеанских островов.
Далее сам Хейердал объясняет свою теорию о заселении Полинезии из Южной Америки, базирующуюся на сходстве в мифологии и искусстве народов этих двух ареалов, а также особенностей течения. После этого следует хронологическое изложение подготовки к путешествию начиная от покупки бальсовых брёвен в Эквадоре и строительства плота в Перу. Далее показано собственно путешествие с закадровым комментарием Хейердала: управление плотом, быт путешественников, рыбы, с которыми им приходилось сталкиваться. Спустя 101 день плавания экипаж достигает атолла Рароиа в архипелаге Туамоту, где плот садится на рифы. Вскоре местные жители с соседнего острова перевозят путешественников к себе и устраивают им торжественную встречу, а затем за ними присылают корабль, который отвозит их на Таити. В завершение Хейердал говорит о том, что плавание «Кон-Тики» не доказало окончательно его теорию заселения Полинезии, но показало, что древние мореплаватели были способны преодолевать огромные расстояния по морю, пользуясь особенностями течения и направления ветра.

## История создания

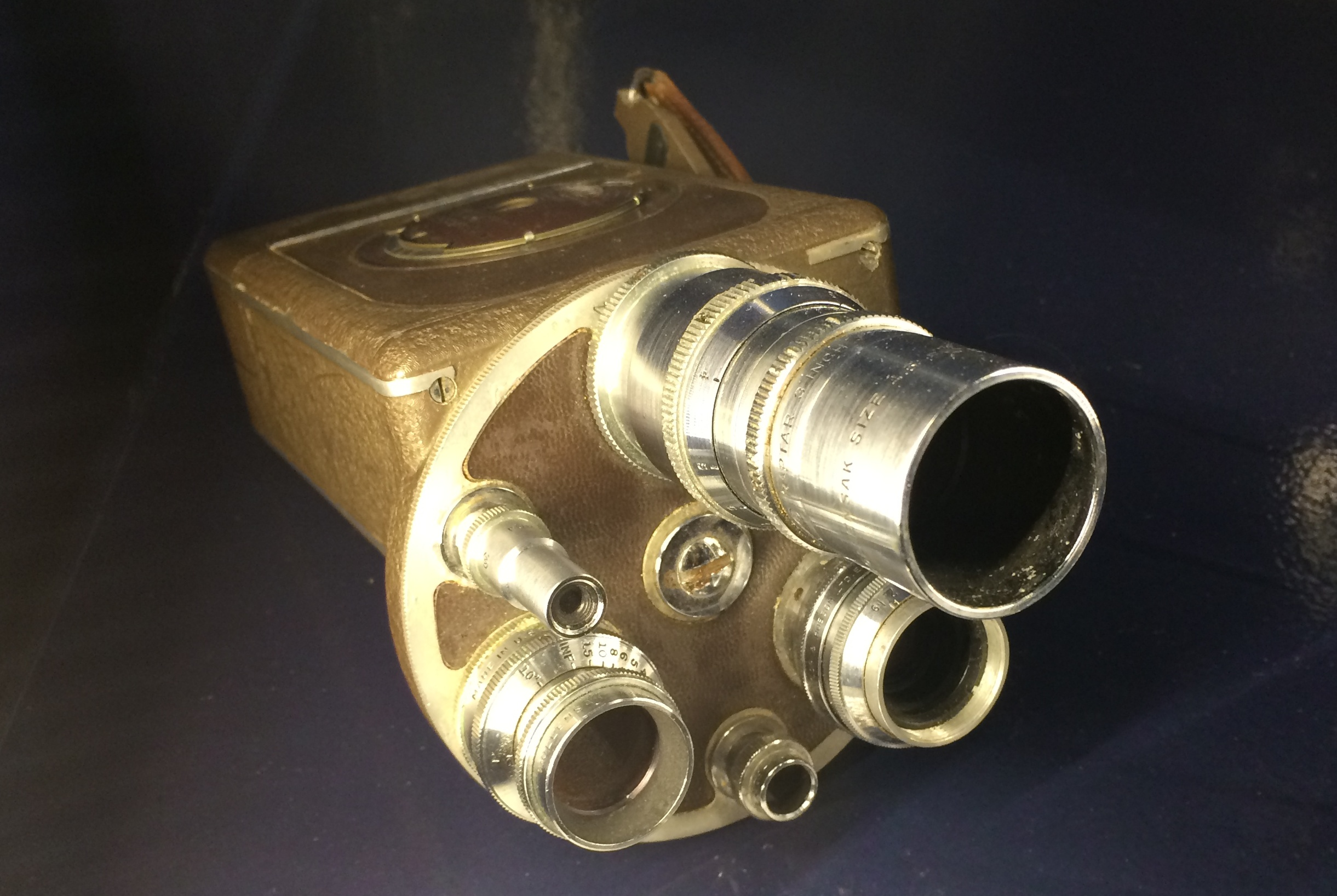
Камера Bell & Howell, на которую снимался фильм

Фильм был снят на одну-единственную 16-мм камеру с тремя сменными объективами на турели, которой пользовались все члены команды в зависимости от случая когда они могли снять те или иные кадры. Также в фильм были включены фотоматериалы, в тех случаях, когда какие-то эпизоды на кинопленке были уничтожены или катастрофически повреждены.
Хейердал вспоминал в своих мемуарах «По следам Адама» (1998 год, русский перевод 2001 г.), что первый просмотр отснятого материала обернулся кошмаром. Изначально ряд кинематографистов проявили большой интерес к будущему фильму, что, в свою очередь, побудило посольство Норвегии организовать просмотр для важнейших потенциальных покупателей. Пленка, частично испорчена водой с множеством поврежденных кадров, была непригодна для просмотра. Это означало, что большая часть материала была напрасной. Кроме того, из-за нестабильности кадра, вызванную качкой на море, фильм был тяжело смотреть. Конечно, это никому не понравилось и в комнате остался только один из покупателей, который предлагал 200 долларов США за пленки, для последующей переработки имеющегося материала в короткий, до десяти минут, документальный фильм, с передачей прав на его распространение дистрибьюторам „RKO Pictures“. Это предложение было отклонено.
Сначала фильм Хейердала был немой, и он пробовал переделать и довести его до ума самостоятельно. В результате было сделано несколько копий фильма, которые Хейердалу помог сделать «Клуб Исследователей».
После того, как фильм был показан на многих лекциях Хейердала об экспедиции, швед Леннарт Бернадотт, граф Висборгский, заинтересовался им и предложил сотрудничество. Бернадот и его друг Улле Нордемар владели небольшой компанией по производству фильмов, которая имела новейшее оборудование и первый в Европе оптический принтер. Это устройство позволяло не только увеличивать масштаб на кадрах, но также могло исправлять неправильные скорости и другие ошибки, сделанные по ходу киносъемки. Хейердал подписал с Бернадотом рукописный договор, заключенный на норвежском и шведском языках, и предоставил ему 50 % прибыли от будущих доходов. Однако Бернадот продал пленку Солу Лессеру из Голливуда, продюсеру фильмов о Тарзане, с теми же условиями договора, за 50 % прибыли. Тот, в свою очередь, перепродал его с такими же условиями дистрибьютору „RKO Pictures“.

## Награды

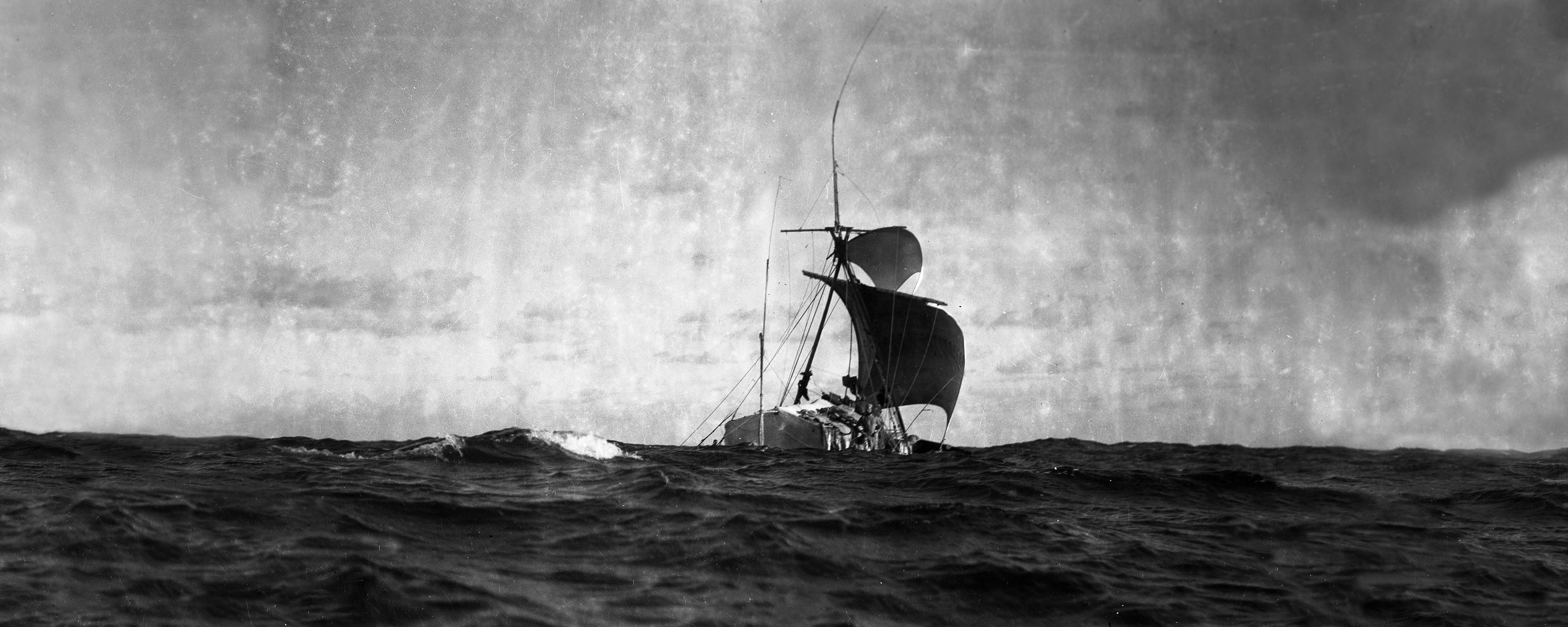
Кадр из фильма

- Премия «Оскар» 1952 года — за лучший документальный полнометражный фильм (вручена продюсеру Улле Нордемару)[2]

## Значение
В 2013 году фильм был помещён в Киноархив Академии кинематографических искусств и наук.